# Steuerbezirk Kraig und Nußberg
Der Steuerbezirk Kraig und Nußberg (auch: Kreug und Nußberg) war in der ersten Hälfte des 19. Jahrhunderts einer der 89 Bezirke der Provinz Kärnten. Er umfasste folgende 14 Steuergemeinden in ihren damaligen Grenzen: 
- Katastralgemeinde Dörfl
- Katastralgemeinde Graßdorf
- Katastralgemeinde Gruska
- Katastralgemeinde Gunzenberg
- Katastralgemeinde Kraig (damalige Schreibweise: Kreug)
- Katastralgemeinde Leiten
- Katastralgemeinde Meiselding
- Katastralgemeinde Obermühlbach
- Katastralgemeinde Pisweg
- Katastralgemeinde Rabing
- Katastralgemeinde Rottschaft Feistritz
- Katastralgemeinde Schaumboden
- Katastralgemeinde Sörg
- Katastralgemeinde Steinbichl

Der Bezirk umfasste eine Fläche von 27.553 Joch, das entspricht etwa 158,5 km². Im Jahr 1846 hatte der Bezirk 5347 Einwohner.
Benannt war der Bezirk nach der Herrschaft Kraig bzw. den Kraiger Schlössern und der dieser Herrschaft einverleibten Burg Nussberg, beide in der heutigen Gemeinde Frauenstein gelegen. Verwaltet wurde der Bezirk jedoch von Schloss Karlsberg aus dem Steuerbezirk Karlsberg aus.
Im Zuge der Reformen nach der Revolution von 1848/49 wurden die Steuerbezirke aufgelöst. Die bis dahin dem Steuerbezirk Kraig und Nußberg zugehörigen Steuergemeinden wurden den neu errichteten politischen Gemeinden Glantschach (Rottschaft Feistritz, Sörg), Schaumboden (Schaumboden, Steinbichl), Obermühlbach (Graßdorf, Obermühlbach), Pfannhof (Kraig, Leiten, Meiselding), Pisweg (Gruska, Pisweg) und Rabing (Gunzenberg, Rabing) 
und damit alle dem neuen politischen Bezirk Sankt Veit zugeteilt.